# Tadaaki Kuwayama
Kuwayama Tadaaki (桑山 忠明, Kuwayama Tadaaki), né en 1932 et mort le 19 août 2023, est un peintre japonais à tendance abstraite, du XXe siècle. Il est actif aux États-Unis à partir de 1958.

## Biographie
En 1958, il sort diplômé de Université des beaux-arts Tama à Tokyo et aussitôt, part pour les États-Unis. Il vit et exerce son métier de peintre à New York. Il participe à des expositions collectives : 
- 1961 et 1967 : Université Carnegie-Mellon de Pittsburgh.
- 1963 : Gallery of Modern Art de Washington.
- 1964 : Stedelijk Museum d'Amsterdam.
- 1968 : Buffalo (Albright Knox Art Ga.).
- 1973 : Art Gallery of New South Wales de Sydney.
- 1974 : Städtische Kunsthalle de Düsseldorf.

Il montre ses œuvres dans des expositions personnelles : 
- 1961 : New York:
- 1962 : Boston.
- 1967 : Tokyo, Zurich, Dortmund, Chicago et Détroit.
- 1968 : Venise, Zurich et Bruxelles.
- 1974 : Museum Folkwang d'Essen.

Son style abstrait se fonde sur une attitude que l'artiste veut « anti-spirituelle », afin d'établir une étrangeté entre l'œuvre et l'esprit de l'artiste.

## Musées
- Certaines de ses œuvres sont conservées aux Musées de: Albright Knox Art Ga. de Buffalo; Museum Folkwang d'Essen et au Musée d'art d'Indianapolis d'Indianapolis.